# Zotirpada
Zotirpada es una ciudad censal situada en el distrito de Raigad en el estado de Maharashtra (India). Su población es de 3389 habitantes (2011). Se encuentra a orillas del río Amba, a 57 km de Bombay y a 90 km de Pune.

## Demografía
Según el censo de 2011 la población de Zotirpada era de 3389 habitantes, de los cuales 1793 eran hombres y 1596 eran mujeres. Zotirpada tiene una tasa media de alfabetización del 92,51%, superior a la media estatal del 82,34%: la alfabetización masculina es del 94,69%, y la alfabetización femenina del 90,09%.